# Benção
La bênção, che tradotta letteralmente significa "benedizione", è una mossa basilare della capoeira che viene insegnata in genere all'inizio della formazione. 
Consiste nel tirare un calcio diretto al torace del nemico che si trova di fronte. La gamba posteriore della Ginga parte in avanti con slancio. Il tallone del piede si scontra interamente con l'avversario spingendolo indietro. È una mossa base quindi anche molto facile da parare.